# SELCAL
SELCAL (ang. selective-calling radio system) – system selektywnego wywoływania wykorzystywany w lotnictwie podczas komunikacji między załogą statku powietrznego a służbami kontroli lotniczej na duże odległości.

## Wykorzystanie
Podczas lotów w dużej odległości od stacji kontroli ruchu lotniczego do komunikacji używane są krótkie fale radiowe (HF), którym towarzyszy duży hałas tła. W związku z tym załogi statków powietrznych często zmniejszają głośność radia HF, co z kolei tworzy ryzyko nieusłyszenia skierowanych do nich transmisji. Przed nadaniem komunikatu kontroler ruchu lotniczego wywołuje kod SELCAL samolotu, z którym chce się porozumieć. Dzięki temu załoga ma czas, by zwiększyć głośność radia oraz wie, że jeden z najbliższych komunikatów będzie skierowany właśnie do niej.

## Sposób działania
Kod SELCAL składa się z czterech tonów podzielonych na dwie grupy, które są transmitowane przez około 2 sekundy i oddzielone od siebie o 0,2 sekundy. Sygnały są generowane przez urządzenie kodujące znajdujące się na ziemi i odbierane przez dekodery zabudowane na statkach powietrznych. Kod wysyłany jest do wszystkich statków powietrznych używających częstotliwości danej stacji kontroli ruchu lotniczego, ale odbierany jedynie przez samolot wyposażony w dekoder ustawiony na właściwe znaki. Załoga jest informowana o odebraniu kodu SELCAL poprzez sygnał świetlny, dźwiękowy lub oba.
Kody są przydzielane operatorom statków powietrznych, a nie samym samolotom. Zajmuje się tym firma ASRI (Aviation Spectrum Resources, Inc.), zarządzająca systemem SELCAL na całym świecie. Początkowo ASRI wykorzystywała w systemie SELCAL 12 tonów, jednak wraz ze wzrostem liczby samolotów korzystających z tego systemu liczba ta wzrosła do 16. Mimo tego liczba dostępnych kodów jest ograniczona i zdarzają się sytuacje, gdy dwa statki powietrzne mają przydzielony ten sam SELCAL. W takiej sytuacji ASRI przydziela identyczne kody operatorom w jak najbardziej odległych od siebie miejscach, aby zminimalizować szansę spotkania się dwóch statków powietrznych wykorzystujących ten sam kod. Jednak ze względu na to, że zaistnienia takiej sytuacji nie da się całkowicie wykluczyć niezwykle ważne jest, by załogi zwracały uwagę na znaki wywoławcze samolotu, do którego kierowana jest transmisja. W chwili obecnej jedynie nieliczne kody SELCAL nie zostały jeszcze przydzielone operatorom, lecz ICAO nie planuje zwiększenia liczby dostępnych tonów.

## Kody SELCAL
SELCAL wykorzystuje czterotonowe kody tworzone z puli 16 tonów. Kod podzielony jest na dwie grupy, z których każda zawiera dwa tony. Każdy ton jest nadawany na określonej częstotliwości zgodnie z tabelą:
| A | 312.6 Hz | E | 473.2 Hz | J | 716.1 Hz | P | 1083.9 Hz |
| B | 346.7 Hz | F | 524.8 Hz | K | 794.3 Hz | Q | 1202.3 Hz |
| C | 384.6 Hz | G | 582.1 Hz | L | 881.0 Hz | R | 1333.5 Hz |
| D | 426.6 Hz | H | 645.7 Hz | M | 977.2 hz | S | 1479.1 Hz |

Litery w poszczególnych parach są transmitowane alfabetycznie i nie mogą się powtarzać. Ponadto cały kod nie może zawierać dwóch identycznych tonów. Przykłady poprawnych i nieprawidłowych kodów:
- AB-CD – kod poprawny, znaki nie powtarzają się oraz są ułożone alfabetycznie w poszczególnych parach;
- AB-DC – kod niepoprawny, znaki w drugiej parze nie są ułożone alfabetycznie;
- AB-AC – kod niepoprawny, jest w nim dwukrotnie wykorzystany ten sam ton.[4]

## Normy prawne
Przepisy dotyczące systemu SELCAL zostały zapisane w Załączniku 10 Konwencji Chicagowskiej (Dz. U z 1959 r. Nr 35, poz. 212, z późn. zm) oraz Rozporządzeniu Ministra Edukacji Narodowej z dnia 10 marca 2010 w sprawie standardów wymagań będących podstawą przeprowadzania egzaminu potwierdzającego kwalifikacje zawodowe. Najważniejsze zapisy mówią o tym, że:
- użytkownik i dowódca statku powietrznego są zobowiązani do zapewnienia, aby wszystkie stacje lotnicze, z którymi statek powietrzny będzie utrzymywał łączność w czasie danego lotu, były poinformowane o kodzie SELCAL związanym z jego znakiem wywoławczym. Może to nastąpić poprzez dołączenie kodu do składanego planu lotu;
- stacja pokładowa powinna przed lotem skontaktować się z właściwą stacją lotniczą i poprosić ją o sprawdzenie SELCAL przed odlotem. W przypadku, gdy urządzenie jest niesprawne załoga statku powietrznego powinna utrzymywać w czasie lotu ciągły nasłuch na odpowiedniej częstotliwości[5];
- system powinien spełniać wymagania takie jak poprawność czasu przesyłania kodu, stabilności częstotliwości przesyłanych tonów na poziomie +/− 0,15% tolerancji dekodera, odpowiedniej głębokości modulacji sygnału (zawarcie równej ilości tonów w 3 dB) oraz być złożony z odpowiedniej kombinacji tonów[6];
- absolwenci szkół średnich ubiegający się o tytuł technika awionika powinni posiadać umiejętność rozróżniania działania systemów SELCAL i ACARS[7].